# Brandenburg (oraș)
Brandenburg an der Havel este un oraș în landul Brandenburg, Germania. Orașul avea o populație de aproximativ 74.000 de locuitori în anul 2023.fiind așezat pe malul râului Havel. Brandenburg este ca mărime al treilea oraș din landul Brandenburg.

## Istoric
Brandenburg are o vechime de peste 1000 de ani, fiind cel mai vechi oraș din landul Brandenburg.
Ducatul de Kopanica (vasal al Poloniei) 1154–1157

 Margrafiatul Brandenburg 1157–1367

 Regatul Boemiei 1367–1415

 Margrafiatul Brandenburg 1415–1618

 Brandenburg-Prusia 1618–1701

 Regatul Prusiei 1701–1871

 Imperiul German 1871–1918

 Republica de la Weimar 1918–1933

 Imperiul German 1933–1945

 Zonele aliate de ocupație din Germania 1945–1949

 Republica Democrată Germană 1949–1990

 Republica Federală Germană 1990–prezent 

## Personalități născute aici
- Christian Konrad Sprengel (1750 - 1816), biolog;
- Gustav Noske (1868 - 1946), politician;
- Paul Hausser (1880 - 1972), ofițer nazist în Waffen-SS;
- Kurt von Schleicher (1882 - 1934), general, cancelar al Germaniei;
- Birgit Fischer (n. 1962), caiacistă.

## Galerie de imagini

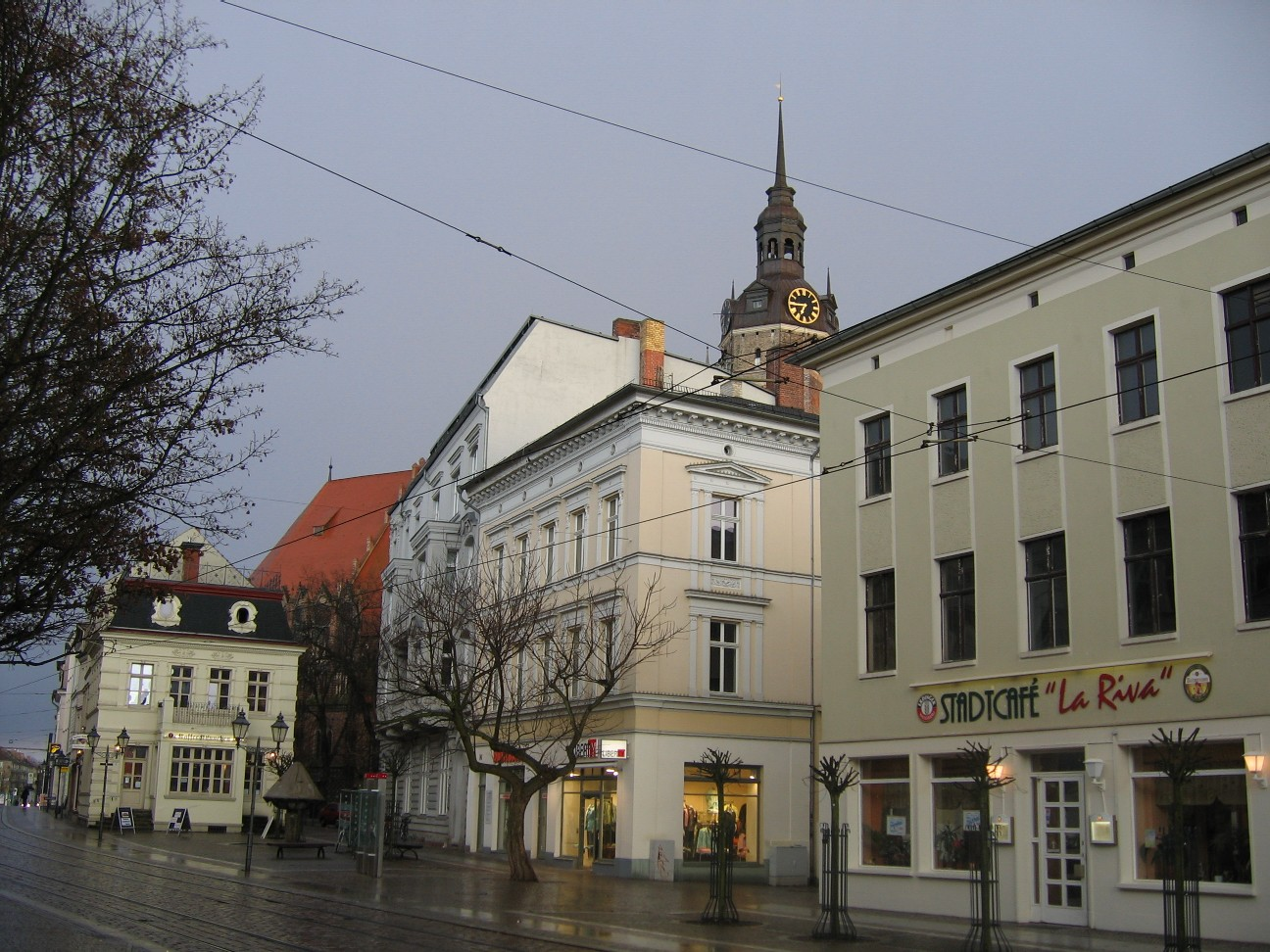
Strada principală (Hauptstraße)
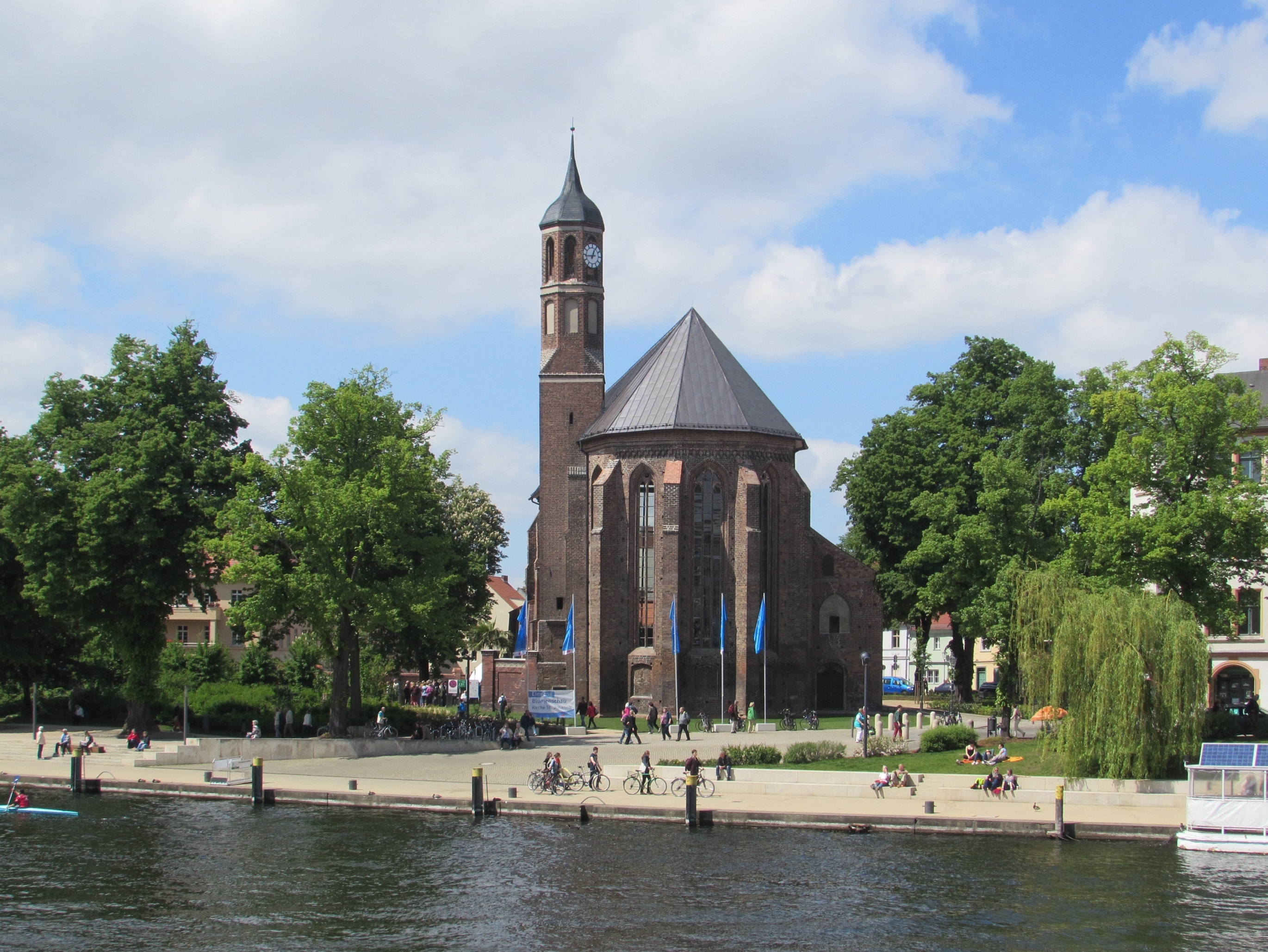
St. Johannis, fosta mănăstire franciscană
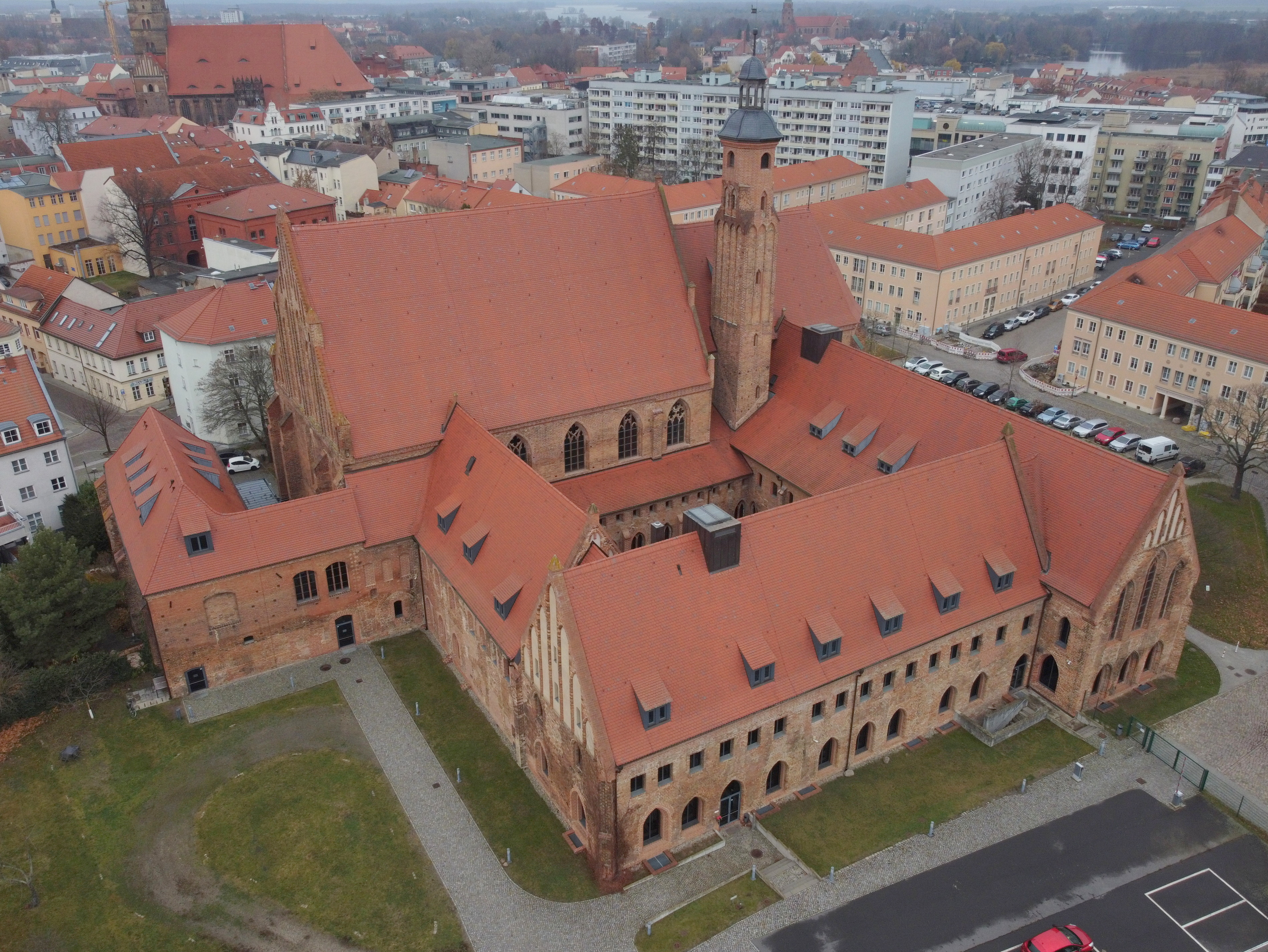
St. Paul, fosta mănăstire dominicană (în prezent muzeu de arheologie)
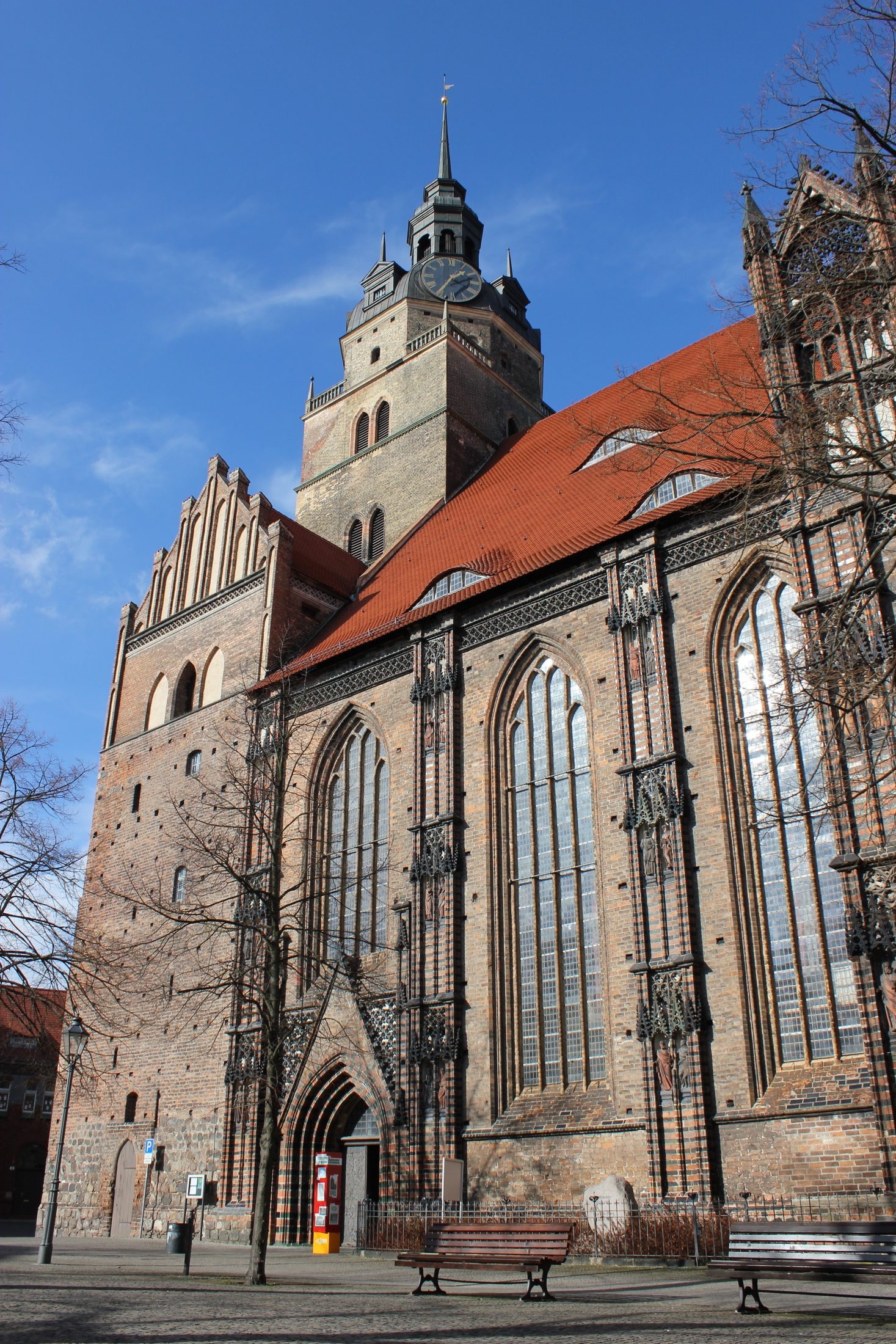
St. Katharinenkirche (în prezent biserică luterană)